# Dorpskerk (Zurich)
De Dorpskerk is een kerkgebouw in Zurich in de Nederlandse provincie Friesland. De kerk is een rijksmonument en is overgedragen aan de Stichting Alde Fryske Tsjerken.

## Geschiedenis
Het eenbeukige schip in ambachtelijk-traditionele stijl van vijf traveeën (met steunberen) en driezijdig gesloten koor werd in 1864 gebouwd aan de oostzijde van de zadeldaktoren ter vervanging van een schip dat in 1772 was afgebroken. In 1913 werd het zadeldak afgebroken en vervangen door een toren met omgang en achtkantige lantaarn met spits (mogelijk naar plannen van L. Reitsma). Aan de zuidzijde rondboogvensters met gebrandschilderd glas en aan de noordzijde blinde boog vensters. In 1996 restauratie van de kerktoren (torenspits en klok). Het orgel uit 1901 is gemaakt door Bakker & Timmenga. 

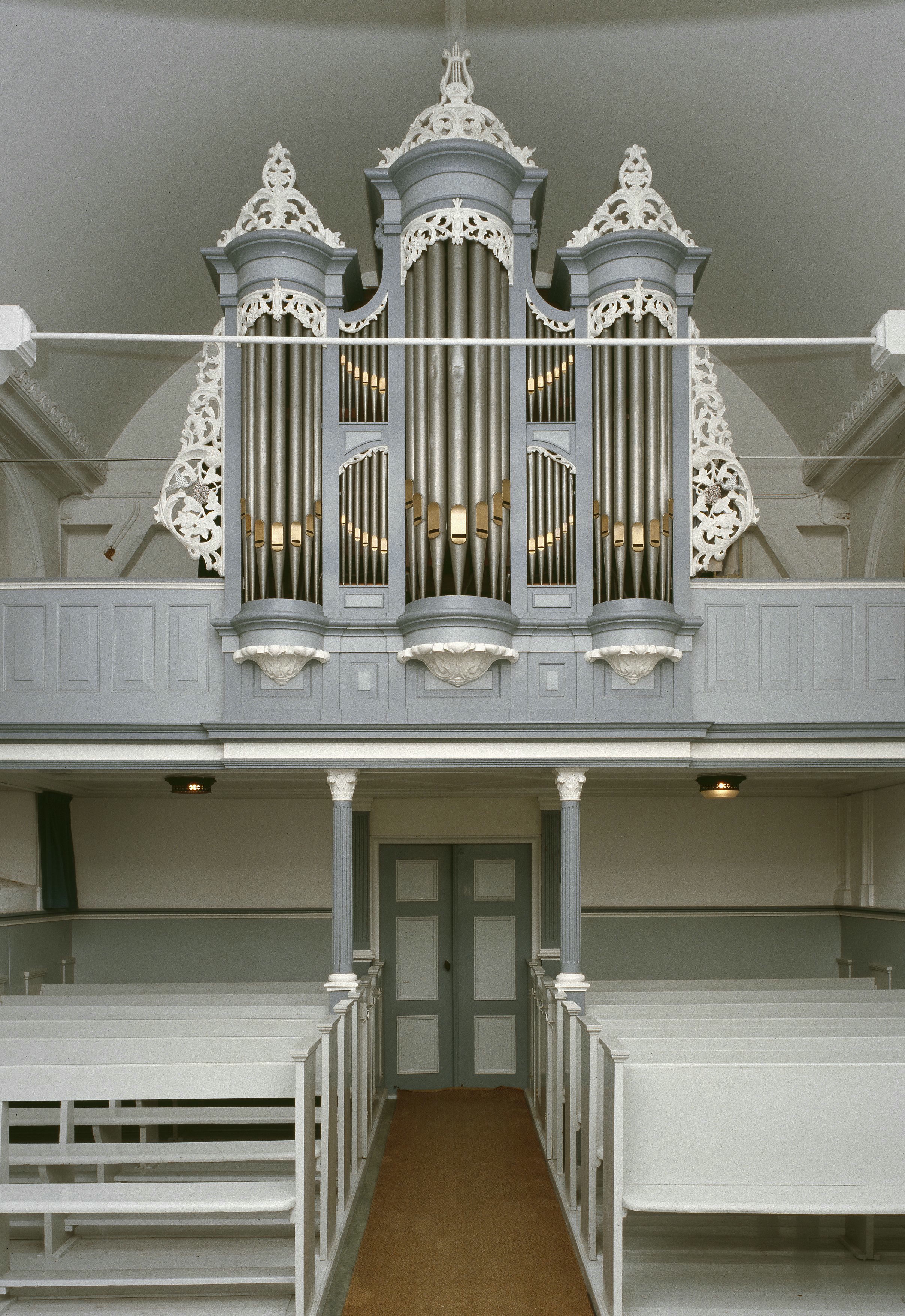
Interieur met orgel (2008)